# Morchellium partitionis
Morchellium partitionis är en sjöpungsart som först beskrevs av Monniot 1987.  Morchellium partitionis ingår i släktet Morchellium och familjen klumpsjöpungar. Inga underarter finns listade i Catalogue of Life.